# Wallraf-Richartz-Museum & Fondation Corboud

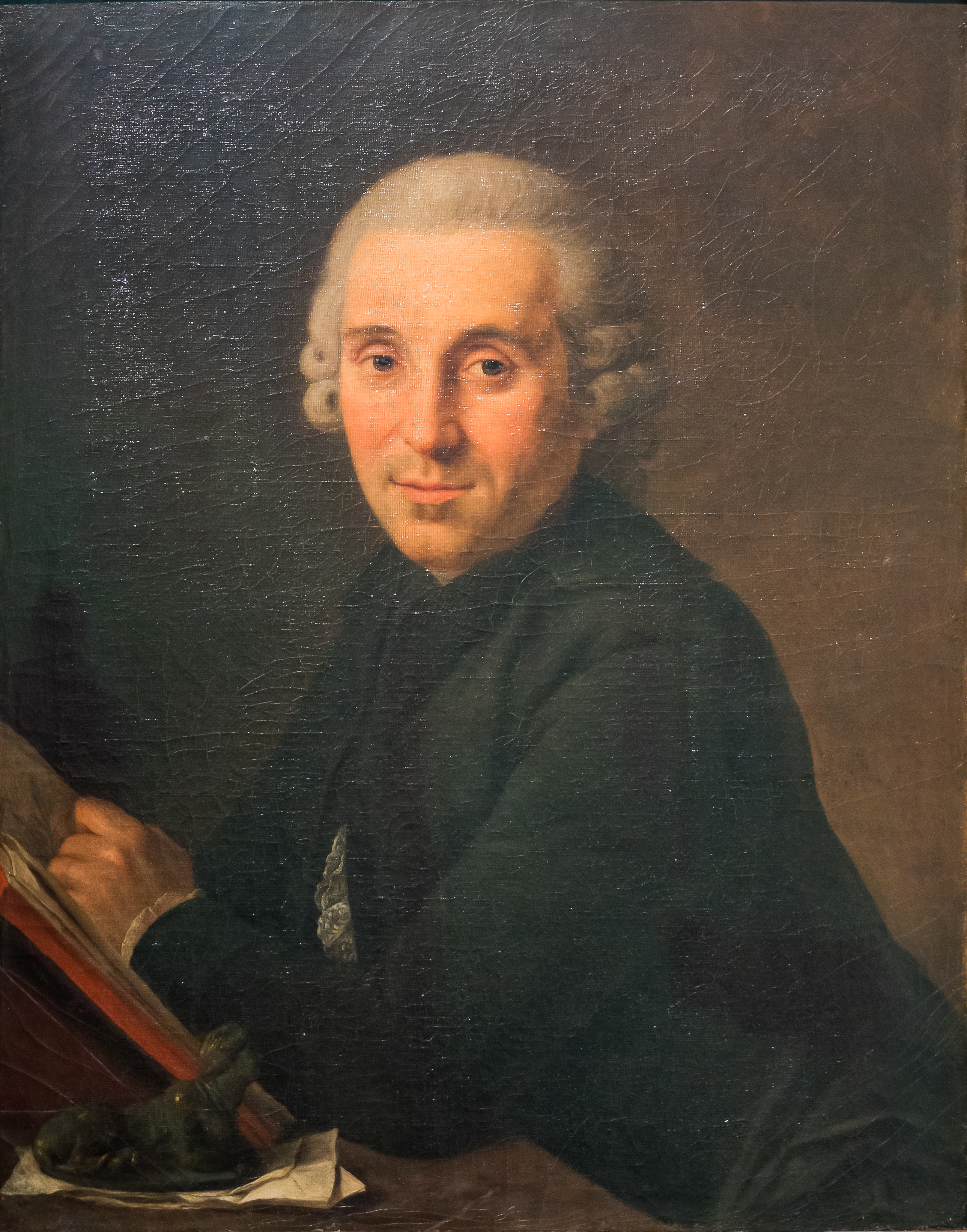
Ferdinand Franz Wallraf – założyciel muzeum

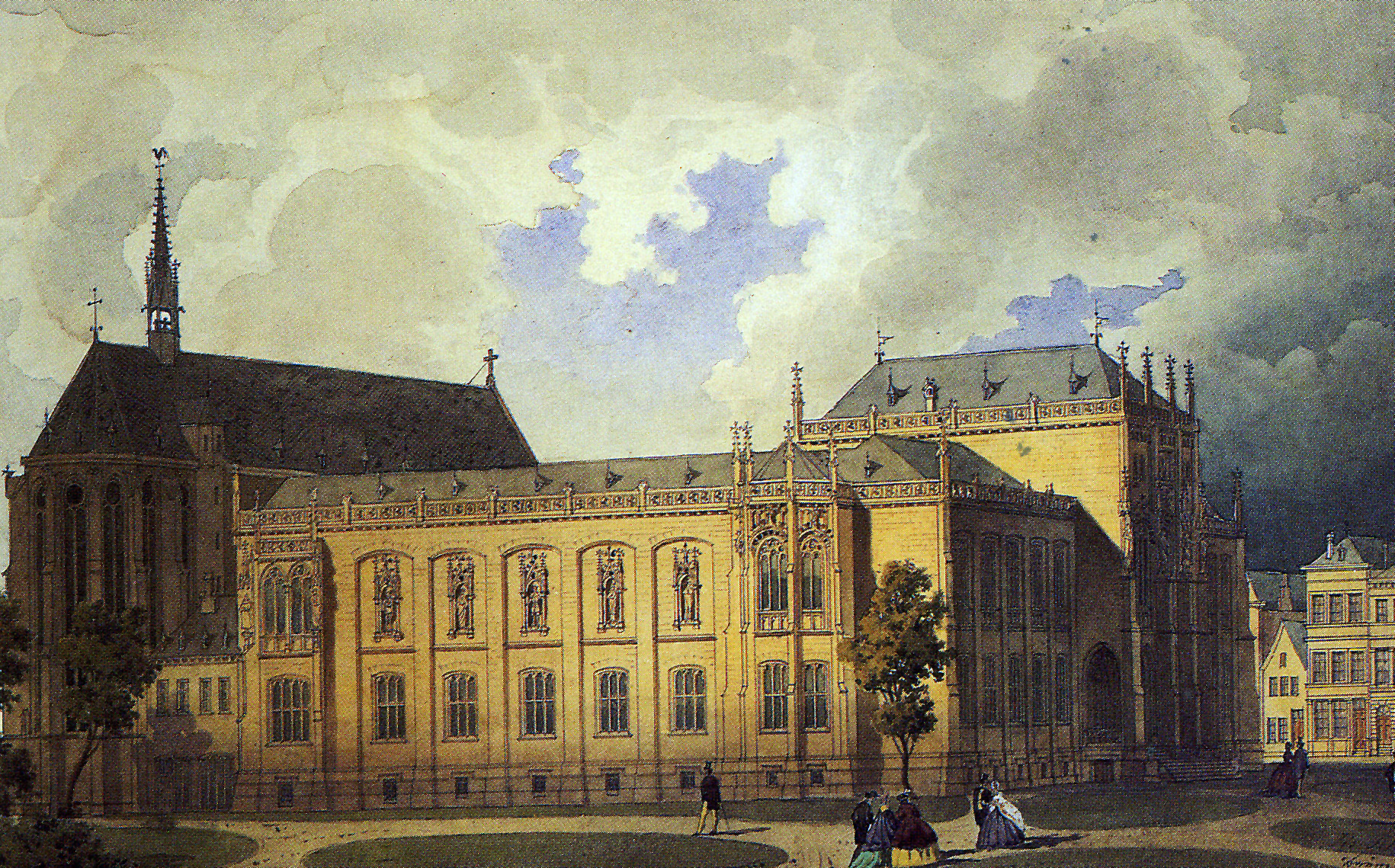
Dawna siedziba muzeum

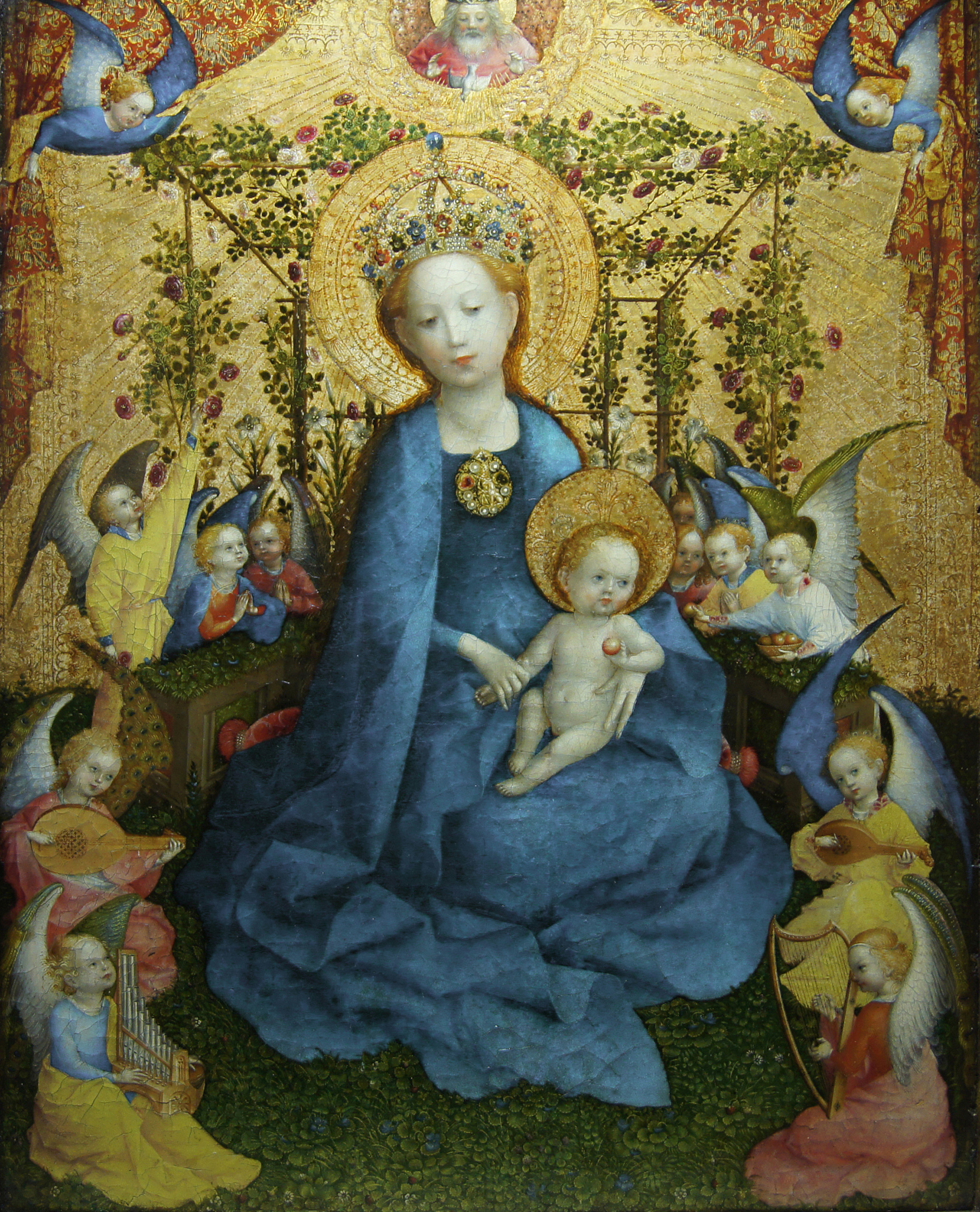
Stefan Lochner – Madonna w altanie różanej

Wallraf-Richartz-Museum & Fondation Corboud w Kolonii – jedno z największych muzeów w Niemczech. Mieści zbiory malarstwa i grafiki od średniowiecza do okresu międzywojennego. Kolekcja malarstwa średniowiecznego jest jedną z największych w Europie. Wśród niej znajdują się dzieła malarzy reprezentujących tzw. szkołę kolońską, m.in. Stefana Lochnera. Zbiory mieszczą się w czwartej w dziejach muzeum siedzibie, w centrum miasta niedaleko kolońskiego ratusza.

## Dzieje
W 1824 w Kolonii powstało muzeum miejskie. Od 1827 do 1860 kolekcja dzieł znajdowała się przy ul. Trankgasse 7; znana była jako  Wallrafianum. Oprócz dzieł malarstwa instytucja ta zajmowała się zbiorem archiwów z kolońskich bibliotek, uniwersytetu i innych muzeów. Nazwa muzeum pochodzi od nazwiska kanonika i rektora uniwersytetu kolońskiego Ferdinanda Franza Wallrafa (1748-1824). Pierwszym dyrektorem Wallrafianum został kupiec, malarz i kolekcjoner dzieł sztuki Matthias Joseph de Noël (1782-1849).
W 1851 koloński kupiec Johann Heinrich Richartz (1795-1861) zainwestował 232 000 talarów w budowę Kölner Hof – nowej siedziby zbiorów, która powstała przy klasztorze Franciszkanów. Nowy gmach w stylu angielskiego neogotyku zaprojektował w 1851 budowniczy i architekt działający przy rozbudowie katedry, Ernst Friedrich Zwirner. W 1861 nowe muzeum zostało otwarte. Po zniszczeniach II wojny światowej powstał kolejny gmach, zaprojektowany przez Rudolfa Schwarza, zaś w 2001 obecny, dzieło architekta Oswalda Mathiasa Ungersa. Szwajcarski mecenas i kolekcjoner dzieł sztuki Gérard Corboud wzbogacił kolońskie zbiory malarstwa o dzieła francuskich impresjonistów.

## Zbiory

### Malarstwo średniowieczne
Wallraf-Richartz-Museum & Fondation Corboud (WRM&FC) znane jest z bogatych zbiorów sztuki średniowiecznej, głównie gotyckiego malarstwa tablicowego, który kolekcjonowali bracia Sulpiz (znany również ze znalezienia XIV-wiecznego projektu fasady katedry kolońskiej) i Melchior Boisserée. Dzieła te pochodziły z kościołów, klasztorów Kolonii i Nadrenii, które w okresie reformacji zostały zaadaptowane do nowych funkcji, bądź sekularyzowane, przede wszystkim w XIX wieku. Następnie nabył je Ferdinand Franz Wallraf i odtąd tworzą główną część kolekcji muzeum. Stanowią unikatowy zbiór gotyckich ołtarzy i pojedynczych obrazów, z XIV-XV w., wykonanych przez Stephana Lochnera i anonimowych malarzy m.in. Mistrza Świętej Weroniki, Mistrza Życia Marii, Mistrza Świętego Wawrzyńca, Mistrza Legendy Świętego Jerzego, Mistrza Świętego Bartłomieja, Mistrza Cyklu Świętej Urszuli i wielu innych przedstawicieli tzw. szkoły kolońskiej.

### Malarstwo nowożytne
Zbiory malarstwa nowożytnego tworzą przede wszystkim dzieła malarstwa niderlandzkiego. Malarstwo holenderskie reprezentują obrazy Rembrandta, Maertena van Heemskerck, Gerrita van Honthorst, zaś flamandzkie Petera Paula Rubensa i Antoona van Dycka.
Ponadto Wallraf-Richartz-Museum posiada dzieła m.in. malarstwa francuskiego (François Boucher) i szkoły weneckiej (Paris Bordone).

### Malarstwo XIX i XX wieku
Szeroki zakres obejmują dzieła malarstwa XIX-wiecznego: przede wszystkim przedstawicieli niemieckiego  romantyzmu takich jak Jacob Philipp Hackert, Johann Christian Reinhart, Joseph Anton Koch, Caspar David Friedrich, Carl Blechen, Gerhard von Kügelgen, oraz nazareńczyków (Eduard Bendemann, Julius Schnorr von Carolsfeld). W muzeum znajduje się wiele dzieł kolońskiego malarza Wilhelma Leibla. Zbiory malarstwa realistycznego tworzą obrazy m.in. Gustave Courbeta, Maxa Liebermanna, Adolpha Menzla. Wśród dzieł symbolizmu w muzeum można zobaczyć obrazy Arnolda Böcklina, Franza von Stucka, Jamesa Ensora, oraz Edvarda Muncha. Wśród ponad 170 dzieł zakupionych przez Gérarda Corbouda można zobaczyć przede wszystkim dzieła impresjonistów i postimpresjonistów m.in. Édouarda Maneta, Claude Moneta, Pierre’a-Auguste’a Renoir, Berthe Morisot, Armanda Guillaumina oraz Vincenta van Gogha, Paula Gauguina, Paula Signaca i innych.

### Rzeźba
Muzeum posiada także dzieła XIX-wiecznej rzeźby takich artystów jak m.in. (Jean-Antoine Houdon, Rudolf Schadow, Pierre-Auguste Renoir, Auguste Rodin).

### Grafika
Wallraf-Richartz-Museum to również bogaty zbiór grafiki liczący ok. 75 000 dzieł, w tym dzieła graficzne różnych technik, miniatury na pergaminie, kartonach i papierze, zbiory rysunku, zarówno pojedynczych egzemplarzy, jak szkicowników od średniowiecza do początku XX stulecia.
Znalazły się tam dzieła takich twórców jak Leonardo da Vinci, Rafael, Albrecht Dürer, Luca Cambiaso, Hendrik Goltzius, Rembrandt van Rijn, Caspar David Friedrich, Philipp Otto Runge, Karl Friedrich Schinkel, Carl Spitzweg, Anselm Feuerbach, Edvard Munch, Max Liebermann, Lovis Corinth i Auguste Rodin. Wśród projektów architektonicznych w zbiorach kolońskich znalazły się rysunki m.in. Jakoba Ignaza Hittorffa, Jeana-Baptista Lepère.